# Mangora itabapuana
Mangora itabapuana là một loài nhện trong họ Araneidae.
Loài này thuộc chi Mangora. Mangora itabapuana được Herbert Walter Levi miêu tả năm 2007.